# Polygonum aubertii
O Polygonum aubertii é uma planta de origem da Ásia (China, Tibet).

## Características
- Nome comum: Trepadeira – Cascata, Cordão Prateado
- Folhas alternas, algo cordiformes, porem com a base geralmente chanfrada, de ramagem de tons róseos claros e um tanto bronzeadas quando novas
- Flores: Inflorescência ramificada, formando cachos longos, com numerosas flores pequenas, brancas ou branco-esverdeado, perfumadas, formadas principalmente na primavera
- Multiplica-se por por segmentos da ramagem transformados em estacas
- Trepadeira adequada para revestimento de muros e paredes, caramanchões pequenos, bem como para emoldurar pórticos e portões, sempre em solos ricos em húmus.
- Aprecia o frio.